# مارسیو ریچاردس
مارسیو ریچاردس (به پرتغالی: Marcio Richardes de Andrade) هافبک اهل برزیل است که در شهر Andradina و در تاریخ ۳۰ نوامبر ۱۹۸۱ به دنیا آمده‌است.
مارسیو ریچاردس در تیم‌های فوتبال CA Catarinense?? سابقهٔ حضور دارد.